# Corydalis striatocarpa
Corydalis striatocarpa är en vallmoväxtart som beskrevs av H. Chuang. Corydalis striatocarpa ingår i släktet nunneörter, och familjen vallmoväxter. Inga underarter finns listade i Catalogue of Life.